# La Verne (Kalifornija)
La Verne je grad u američkoj saveznoj državi Kalifornija. Prema popisu stanovništva iz 2010. u njemu je živjelo 31.063 stanovnika.